# Jan Berends Hommes
Jan Berends Hommes (gedoopt Vlagtwedde, 6 oktober 1765 - aldaar, 20 juli 1837) was een Nederlandse burgemeester.

## Leven en werk
Hommes was een zoon van Berent Jans Hommes en Annegien ter Horst. Hij was landbouwer in Vlagtwedde. Hommes werd maire van Vlagtwedde in 1811. In 1813 werd deze functie schout en in 1825 burgemeester genoemd. Hij vervulde de functie van burgemeester totdat hij in juli 1837 op 71-jarige leeftijd overleed. Hij werd als burgemeester opgevolgd door de procureur en notaris van Wedde mr. Johannes Sixtus Gerhardus Koning. Hommes trouwde op 15 april 1798 te Vlagtwedde met Jantijn Harms en hertrouwde op 31 december 1805 te Vlagtwedde met Elsijn Harms Luring, dochter van Harm Hannes Luring en Wupke Harms.